# 天主教艾森宗座代牧区
天主教艾森宗座代牧区（拉丁語：Apostolicus Vicariatus Aysenensis）是智利一個羅馬天主教宗座代牧區。
1940年2月17日設監牧區，1955年5月8日升為代牧區。代牧區包括伊瓦涅斯将军艾森大區全區（圭特卡斯群島除外），座堂位於科伊艾克。2010年有76,000名教友、十四名司鐸、六個堂區。本區歷任監牧及代牧皆為聖母忠僕會會士，現任宗座代牧為類思·因凡蒂·德拉莫拉。